# De Gamle derhjemme
De Gamle derhjemme er en amerikansk stumfilm fra 1916 af Chet Withey.

## Medvirkende
- Herbert Beerbohm Tree som John Coburn.
- Josephine Crowell som Mrs. Coburn.
- Elmer Clifton som Steve Coburn.
- Mildred Harris som Marjorie.
- Lucille Young som Lucia Medina.